# Nokia 6
El Nokia 6 es un teléfono móvil de tipo teléfono inteligente de gama media fabricado por HMD Global bajo la marca Nokia, el cual dispone de un microprocesador Qualcomm Snapdragon™ 430 de 1.4 GHz y opera con el sistema operativo Android 7.0 Nougat, actualizable a partir de marzo de 2018 a Android 8.1.0 Oreo. Fue presentado en enero de 2017.
Este celular cuenta con pantalla touchscreen 5,5” IPS LCD, sensor de huellas dactilares, cámara principal de 16 Megapixeles y frontal de 8 Megapíxeles, Wi-Fi, GPS , Sonido envolvente gracias a la tecnología de Dolby Atmos® , doble altavoz y brújula digital. Se comercializa en colores negro, gris, naranja, azul y gris oscuro. También se puede elegir la opción de una o doble sim.

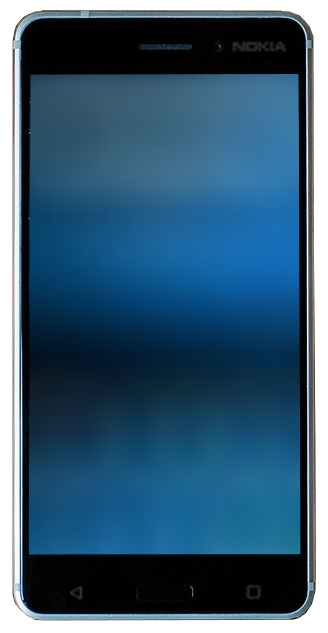
Diseño Frontal del Nokia 6

El Nokia 6 es el primer teléfono inteligente bajo la marca a HMD Global, una empresa finlandesa creada por exempleados de Nokia. El celular se caracterizó por salir al mercado chino exclusivamente por un periodo antes de llegar a otro país en donde obtuvo gran éxito. Generando 250,000 reservas una semana antes de lanzamiento. Agotado en cuestión de minutos tras su lanzamiento en China.